# Валентин Пиментел
Валентин Енрике Армуељес Пиментел (шп. Valentín Enrique Pimentel Armuelles; 30. мај 1991) панамски је фудбалер. 

## Каријера
Рођен је у Санта Ани, а поникао је у млађим категоријама Чепоа. Током каријере играо је за Висту Алегре, СУНТРАКС, Пласу Амадор и Ла Екидад. Године 2017. вратио се у Пласу Амадор.

## Репрезентација
Дебитовао је 2015. године за репрезентацију Панаме на пријатељском мечу против Еквадора. Био је уврштен у састав Панаме на Светском првенству у Русији 2018. године.

### Голови за репрезентацију
Голови Пиментела у дресу са државним грбом'
| #  | Датум            | Место  | Противник         | Гол | Резултат | Такмичење   |
| -- | ---------------- | ------ | ----------------- | --- | -------- | ----------- |
| 1. | 8. октобар 2015. | Панама | Тринидад и Тобаго | 1:2 | 1:2      | Пријатељска |